# 極速俱樂部無限2
《極速俱樂部無限2》是由Eden Games開發，H2 Interactive發行，並在任天堂Switch平台上發售的競速遊戲。它於2018年12月3日在北美，2018年12月13日在日本和2019年1月16日在香港發行。

## 遊戲玩法
《極速俱樂部無限2》是一款競速遊戲，在炙熱的沙漠、阿爾卑斯的山嶽路線、地中海沿岸的浪漫道路、黃斯石國立公園的溫泉地帶等地圖達到3000多公里長，有250種以上的比賽，還有50多種名車，這款遊戲最多支援四人遊玩。